# Service de relais vidéo

Une icône de service de relais vidéo utilisée dans les endroits proposant ce service.

Un service de relais vidéo (abrégé en SRV ou VRS, de l'anglais video relay service), également parfois appelé service d'interprétation vidéo à distance (abrégé en IVD, ou VRI de l'anglais video remote interpreting, ou encore VIS, de l'anglais video interpreting service), est un service de télécommunication vidéo qui permet aux personnes ayant des troubles de l'audition (sourds et malentendants) ou de la parole (groupe auquel on se réfère parfois avec l'expression anglaise D-HOH-SI) de communiquer via des appareils électroniques tels que des smartphones, des tablettes ou des laptops avec des personnes entendantes en temps réel, via un interprète en langue des signes,,.